# Trachemys terrapen
Espèce
Synonymes
- Testudo terrapen Bonnaterre, 1789
- Testudo palustris Gmelin, 1789
- Testudo fasciata Suckow, 1798
- Emys rugosa livida Gray, 1831
- Pseudemys felis Barbour, 1935

Statut de conservation UICN

 VU B1+2c : Vulnérable
Trachemys terrapen est une espèce de tortue de la famille des Emydidae.

## Répartition
Cette espèce est endémique des Antilles. Elle se rencontre sur l'île Cat en Jamaïque et aux Bahamas.

## Publication originale
- Bonnaterre, 1789 : Tableau encyclopédique et méthodique des trois règnes de la nature, Erpétologie. Panckoucke, Paris, p. 1-71.